# Schweizer Alpine Skimeisterschaften 2024
Die Schweizer Alpinen Skimeisterschaften 2024 fanden vom 26. März bis 6. April in Lenzerheide/Lai und Davos im Kanton Graubünden statt. Auf dem Programm standen die Disziplinen Abfahrt, Super-G, Riesenslalom und Slalom. Der Super-G der Frauen vom 6. April in Davos musste wegen hoher Temperaturen nach dem Sturz von Nicole Good abgebrochen werden, jener der Männer wurde nicht gestartet. Die beiden Rennen wurden am 11. April in Zinal nachgeholt.

## Herren

### Abfahrt
| Platz | Sportler           | Zeit (min) |
| ----- | ------------------ | ---------- |
| 1     | Josua Mettler      | 59,61      |
| 2     | Philipp Kälin      | 59,71      |
| 3     | Dominic Ott        | 59,85      |
| 4     | Lars Rösti         | 59,89      |
| 5     | Eric Wyler         | 1:00,08    |
| 6     | Franjo von Allmen  | 1:00,19    |
| 7     | Christophe Torrent | 1:00,30    |
| 8     | Livio Hiltbrand    | 1:00,33    |
| 9     | Niels Hintermann   | 1:00,38    |
| 10    | Fabian Spring      | 1:00,46    |

Datum: 4. April
Ort: Davos

### Super-G
| Platz | Sportler           | Zeit (s) |
| ----- | ------------------ | -------- |
| 1     | Denis Corthay      | 55,82    |
| 2     | Lars Rösti         | 55,90    |
| 3     | Andri Moser        | 55,92    |
| 4     | Sandro Zurbrügg    | 56,13    |
| 5     | Dominic Ott        | 56,15    |
| 6     | Alessio Miggiano   | 56,17    |
| 7     | Lenny Sinnesberger | 56,21    |
| 8     | Florian Vogt       | 56,25    |
| 9     | Philipp Kälin      | 56,31    |
| 10    | Silvano Gini       | 56,59    |

Datum: 11. April
Ort: Zinal

### Riesenslalom
| Platz | Sportler                | Zeit (min) |
| ----- | ----------------------- | ---------- |
| 1     | Loïc Meillard           | 2:04,12    |
| 2     | Gino Caviezel           | 2:04,59    |
| 3     | Patrick Feurstein (AUT) | 2:04,85    |
| 4     | Anton Grammel (GER)     | 2:04,87    |
| 4     | Sandro Zurbrügg         | 2:04,87    |
| 6     | Marco Fischbacher       | 2:05,10    |
| 7     | Luca Aerni              | 2:05,59    |
| 8     | Reto Mächler            | 2:05,65    |
| 9     | Andri Moser             | 2:05,74    |
| 10    | Justin Murisier         | 2:05,82    |

Datum: 26. März
Ort: Lenzerheide

### Slalom
Rennen im 1. Lauf abgebrochen.
Datum: 27. März

## Damen

### Abfahrt
| Platz | Sportlerin        | Zeit (min) |
| ----- | ----------------- | ---------- |
| 1     | Fabienne Wenger   | 1:01,65    |
| 2     | Delia Durrer      | 1:01,74    |
| 3     | Stephanie Jenal   | 1:01,93    |
| 4     | Noémie Kolly      | 1:02,32    |
| 5     | Janine Schmitt    | 1:02,45    |
| 6     | Stefanie Grob     | 1:02,72    |
| 7     | Jasmina Suter     | 1:02,74    |
| 8     | Sina Fausch       | 1:02,93    |
| 8     | Isabella Pedrazzi | 1:02,93    |
| 10    | Alina Willi       | 1:03,21    |

Datum: 4. April
Ort: Davos

### Super-G
| Platz | Sportlerin       | Zeit (s) |
| ----- | ---------------- | -------- |
| 1     | Eliane Stössel   | 57,74    |
| 2     | Camille Rast     | 57,86    |
| 3     | Alina Willi      | 58,19    |
| 4     | Alessia Bösch    | 58,29    |
| 5     | Shaienne Zehnder | 58,42    |
| 6     | Nora Guggisberg  | 58,49    |
| 7     | Justine Herzog   | 58,95    |
| 8     | Zoé Mannhart     | 59,29    |
| 9     | Pia Veraguth     | 59,34    |
| 10    | Ladina Christen  | 59,36    |

Datum: 11. April
Ort: Zinal

### Riesenslalom
| Platz | Sportlerin      | Zeit (min) |
| ----- | --------------- | ---------- |
| 1     | Vanessa Kasper  | 2:07,33    |
| 2     | Stefanie Grob   | 2:07,65    |
| 3     | Selina Egloff   | 2:08,19    |
| 4     | Jasmina Suter   | 2:08,62    |
| 5     | Janine Schmitt  | 2:08,92    |
| 6     | Sina Fausch     | 2:10,43    |
| 7     | Dania Allenbach | 2:10,50    |
| 8     | Noémie Kolly    | 2:10,61    |
| 9     | Elena Stoffel   | 2:11,22    |
| 10    | Eliane Christen | 2:12,36    |

Datum: 27. / 28. März
Ort: Lenzerheide

### Slalom
| Platz | Sportlerin          | Zeit (min) |
| ----- | ------------------- | ---------- |
| 1     | Nicole Good         | 1:29,90    |
| 2     | Aline Höpli         | 1:30,16    |
| 3     | Lorina Zelger       | 1:30,26    |
| 4     | Janine Mächler      | 1:30,64    |
| 5     | Amélie Klopfenstein | 1:31,01    |
| 6     | Michelle Gisin      | 1:31,10    |
| 7     | Elyssa Kuster       | 1:31,33    |
| 8     | Janine Schmitt      | 1:32,03    |
| 8     | Faye Buff           | 1:32,03    |
| 10    | Fabienne Wenger     | 1:32,73    |

Datum: 26. März
Ort: Lenzerheide